# 戈普沃湖
52°35′08″N 18°21′15″E / 52.58556°N 18.35417°E
戈普沃湖（波蘭語：Gopło）是波蘭的湖泊，位於該國中北部庫亞維-波美拉尼亞省，毗鄰格涅茲諾，長25公里、寬3.5公里，面積21.8平方公里，海拔高度77米，平均水深4.7米，最大水深16.6米。

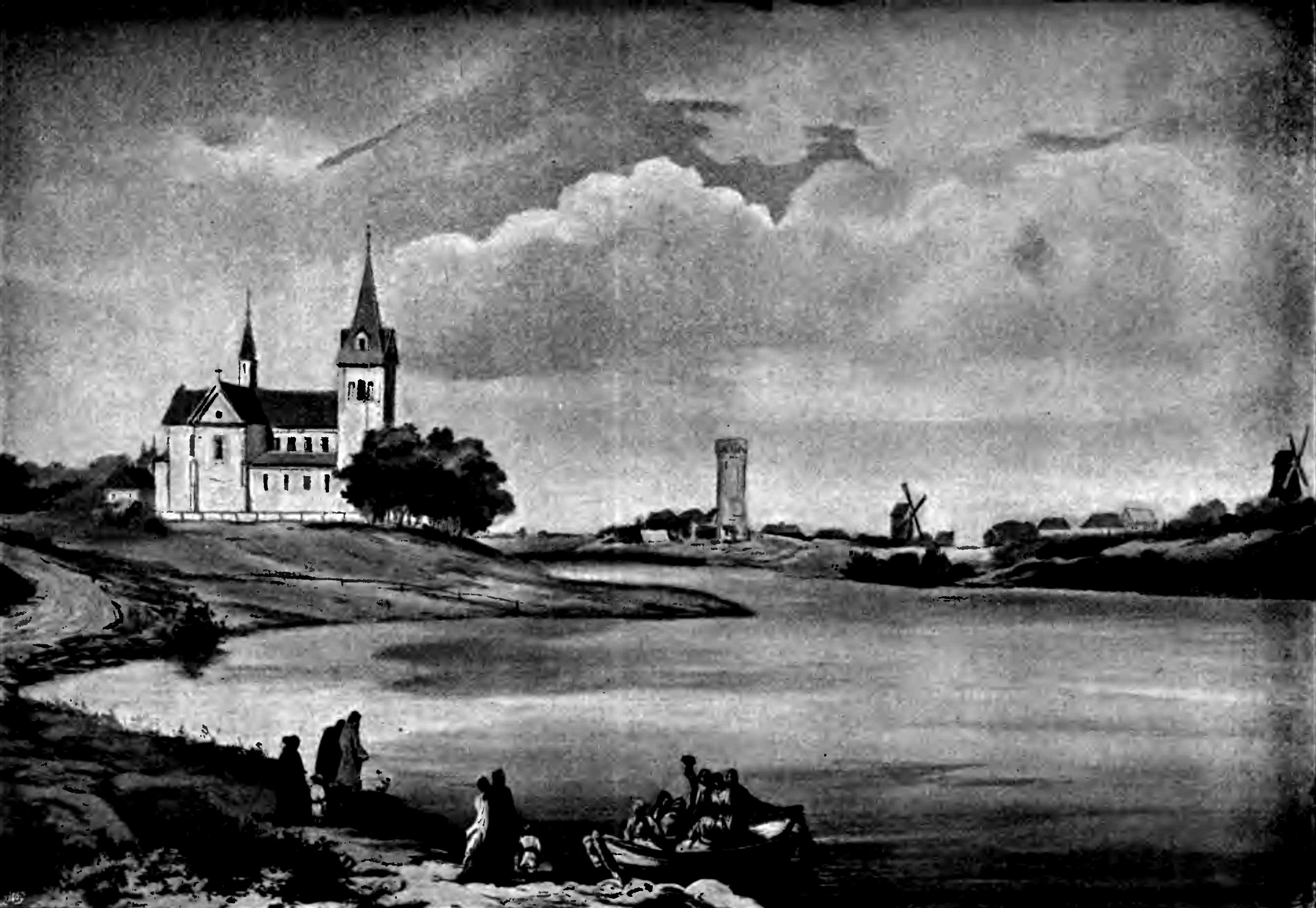
1904年
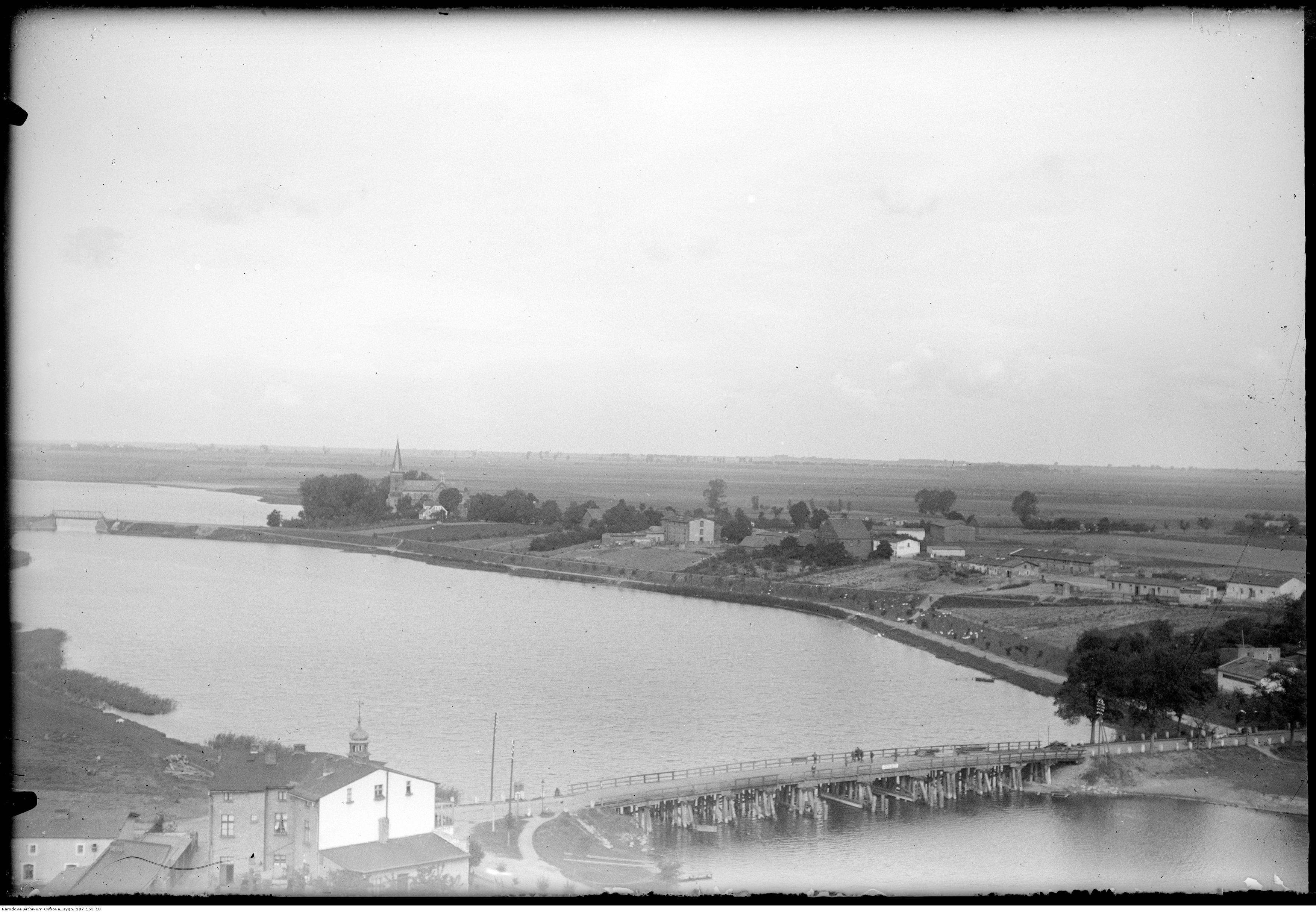
1927年